# Нова Поґожель
Нова Поґожель (пол. Nowa Pogorzel) — село в Польщі, у гміні Сенниця Мінського повіту Мазовецького воєводства.
Населення — 224 особи (2011).
У 1975-1998 роках село належало до Седлецького воєводства.

## Демографія
Демографічна структура станом на 31 березня 2011 року:
|          | Загалом | Допрацездатний вік | Працездатний вік | Постпрацездатний вік |
| -------- | ------- | ------------------ | ---------------- | -------------------- |
| Чоловіки | 117     | 25                 | 76               | 16                   |
| Жінки    | 107     | 24                 | 63               | 20                   |
| Разом    | 224     | 49                 | 139              | 36                   |